# فرانتيسيك ستامباتشر
فرانتيسيك ستامباتشر ، من مواليد 13 فبراير 1953 ، لاعب كرة قدم تشيكوسلوفاكي سابق.
لعب مع منتخب تشيكوسلوفاكيا لكرة القدم.

## روابط خارجية
- فرانتيسيك ستامباتشر على موقع الاتحاد الدولي (مؤرشف)  (الإنجليزية)
- فرانتيسيك ستامباتشر على موقع الاتحاد الأوربي (الإنجليزية)
- فرانتيسيك ستامباتشر على موقع الاتحاد التشيكي (الإنجليزية)
- فرانتيسيك ستامباتشر على موقع قاعدة بيانات كرة القدم.إي يو (الإنجليزية)
- فرانتيسيك ستامباتشر على موقع ناشيونال فوتبول تيمز (الإنجليزية)
- فرانتيسيك ستامباتشر على موقع عالم كرة القدم.نت (الإنجليزية)
- فرانتيسيك ستامباتشر على موقع أوليمبيديا (الإنجليزية)
- فرانتيسيك ستامباتشر على موقع اللجنة الأولمبية التشيكية (التشيكية)